# Canto di Natale (film 1997)
Canto di Natale è un film d'animazione musicale del 1997 basato sul romanzo omonimo di Charles Dickens.
Il doppiaggio originale è stato realizzato da numerosi attori celebri, tra cui Tim Curry, Whoopi Goldberg, Ed Asner, e Michael York.
Il lungometraggio inoltre  rispetto al romanzo originale aggiunge nuovi personaggi come il cane di Scrooge, chiamato Debito (Debit nella versione originale in inglese).

## Trama
Il film si apre con una panoramica delle strade di Londra di metà Ottocento: è il periodo natalizio e le vie sono gremite di persone che cantano e ballano. Sembrano essere davvero tutti felici tranne Ebenezer Scrooge che, da una finestra, fissa distaccato i festeggiamenti.
La scena si sposta nel palazzo di Scrooge (la cui insegna recita "Scrooge & Marley Moneylenders"); lì lavora il suo segretario, Bob, trattato alla stregua di uno schiavo, indaffarato in questioni di natura contabile mentre l'avaro padrone è intento a contare le monetine.
Più tardi, Fred, il nipote di Scrooge, entra nell'ufficio dello zio e prova invano a trasmettergli lo spirito del Natale. Lo invita poi a unirsi ai festeggiamenti la sera stessa ma Ebenezer, riluttante, lo caccia in malo modo.
Successivamente due uomini tentano di ottenere una somma di denaro per beneficenza per i poveri, ma Scrooge respinge la richiesta, appella tutti i poveri come "fannulloni" e invita i due ad andarsene.
Poco prima dell'orario di chiusura dell'ufficio, fa visita un bambino che Scrooge sta per allontanare bruscamente quando il segretario, intervenendo rapidamente, lo informa che si tratta di suo figlio, di nome Tim e che desidererebbe la giornata libera per il giorno successivo (cioè Natale) per starci insieme: richiesta che viene accettata a malincuore da Ebenezer che tuttavia impone a Bob di presentarsi un'ora prima la mattina del 26 per recuperare.
La sera stessa, dopo una breve sosta in un caffè, tornato a casa, Scrooge nota che si stanno susseguendo degli eventi strani a partire dall'entrata quando la maniglia della porta assume all'improvviso le sembianze del suo defunto collega, Jacob Marley.
Subito dopo, in camera gli appare proprio il fantasma di Jacob che lo redarguisce riguardo al suo stile di vita troppo materialista ed egoista.
Poi Marley si congeda informando Ebenenzer che quella notte avrà la visita di tre spiriti che cercheranno di riportarlo sulla retta via.
Scrooge non sembra ascoltarlo e si addormenta serenamente.
- Spirito del Natale passato

Il vecchio spilorcio viene svegliato dal primo spirito, quello del Natale passato; egli ha un aspetto di un bambino e porta Scrooge davanti al collegio dove abitava quando era piccolo.
Ebenezer alla vista del sé stesso da giovane, solitario e senza amici, viene preso dalla tristezza e riflette sul comportamento avuto la mattina con un ragazzino che ha cacciato via malamente. I sensi di colpa cominciano a riaffiorare.
Lo spirito conduce poi Scrooge in un altro periodo, quando sua sorella (madre defunta di suo nipote Fred) lo riportò a casa nonostante loro padre volesse che restasse in collegio. Scrooge asserisce che desidererebbe sua sorella indietro per festeggiare un Natale come quello e lo spirito gli comunica che in realtà lei è sempre con lui in quanto la sua bontà e il suo cuore albergano in suo figlio, Fred. Scrooge viene per un attimo colto dai ripensamenti sull'invito del nipote fatto la mattina stessa.
La scena si sposta poi a un periodo più recente: qui Scrooge è ragazzo e ha un datore di lavoro molto magnanimo e umano che per Natale trasforma l'ufficio in una sala da ballo: vedendo tutto ciò, Scrooge viene sommerso dai sensi di colpa per il modo in cui tratta il suo dipendente: Bob.
Infine, il fantasma porta il vecchio su di un ponte e Scrooge crolla definitivamente quando vede il sé adulto che preferì la ricchezza all'Amore dell'allora sua fidanzata: Belle.
- Spirito del Natale presente

Finita la visita del primo spirito, Ebenezer si riaddormenta convinto che sia stato tutto frutto di un brutto sogno.
D'improvviso una luce divampa dalla finestra e una voce femminile lo chiama a uscire fuori: la donna si presenta a Scrooge come lo spirito del Natale presente.
Lo spirito mostra a Scrooge la povera famiglia dei Cratchit che conservano ancora un atteggiamento di festa nella loro casa nonostante le molte difficoltà. Il giovane figlio di Bob, il piccolo Tim, si rivela essere molto malato, e lo spirito predice una tragedia se la vita della famiglia non cambierà.
Improvvisamente la donna fantasma dichiara di dover andar via; l'atmosfera si fa più inquietante e Scrooge si ritrova in un ambiente completamente oscuro.
- Spirito del Natale futuro

Si presenta davanti agli occhi dell'avaro una figura incappucciata (che ricorda il Tristo Mietitore) e Scrooge capisce subito di essere al cospetto dell'ultimo spirito, quello del Natale futuro.
A differenza degli altri spiriti, questo non parla, e porta Scrooge nel futuro in un cimitero. Quando vede Bob in lutto per la morte del piccolo Tim, Scrooge è sconvolto e chiede se questo futuro può essere cambiato.
Davanti alla borsa della città, due uomini commentano divertiti il fatto che nessuno abbia partecipato al funerale di un tale di cui stanno scavando la tomba. La figura incappucciata rivela a Scrooge che la tomba è la sua; il vecchio tirchio si dispera abbracciato alla sua lapide mentre lo spirito lascia la terra.
Risvegliatosi di colpo, Ebenezer capisce che gli è stata data un'altra possibilità e carico di gioia ed emozioni positive abbraccia il suo cane, Debito, e si dirige per le strade della città sorprendendo le persone che incontra che per la prima volta lo vedono felice e sereno.
Scrooge incontra nuovamente gli uomini che gli avevano proposto di fare beneficenza e li invita a presentarsi il giorno successivo per chiedergli una nuova donazione che stavolta farà.
Alla fine il vecchio si reca a casa Cratchit, promette un aumento a Bob e offre cibo e regali a tutti fra musica e allegria.

## Personaggi principali
- Ebenezer Scrooge
- Fred
- Tim Cratchit
- Debito

## Produzione
Il film è stato prodotto dalla Han Yang Productions.

## Distribuzione
Il film è andato in onda per la prima volta in America su Nickelodeon l'8 Dicembre 2002, come parte dei "Nickelodeon Sunday Movie Toons".  
È stato poi pubblicato in DVD dalla 20th Century Fox Home Entertainment il 12 ottobre 2004.
In Italia è stato trasmesso da Rai Uno.